# José James
José James (né le 20 janvier 1978 à Minneapolis) est un auteur-compositeur et chanteur américain.

## Biographie
José James suit des études de jazz et de musique contemporaine à l'université The New School, à New York. En 2007, il sort son premier album intitulé The Dreamer. Le chanteur est alors produit par le label indépendant Brownswood. Entre-temps, il collabore avec le pianiste Junior Mance pour un album live enregistré au Café Loup, à New York. En 2010, alors qu'il sort son deuxième album solo, José James poursuit ses collaborations musicales en s'associant avec le pianiste belge Jef Neve. Les deux hommes composent un album intitulé For All We Know qui est récompensé par le Grand Prix de l'Académie du jazz.
Trois ans après cette collaboration, José James renoue avec des compositions plus personnelles. En 2013, il sort No Beginning No End sous le label Blue Note. Cet album lui permet d'obtenir de nombreux éloges de la part des critiques : le site Fonkadelica le définit comme un « crooner des temps modernes », tandis que Pitchfork voit en lui « le talent le plus original de la scène du jazz contemporain ».
En 2015, José James sort chez Blue Note un album de reprises de Billie Holiday intitulé Yesterday I Had the Blues: The Music of Billie Holiday. En 2018, toujours chez Blue Note, il s'attaque au répertoire de Bill Withers sur l'album Lean on me.

## Discographie

### Albums studio
- 2008 - The Dreamer (Brownswood Recordings)
- 2010 - Blackmagic (Brownswood Recordings)
- 2012 - No Beginning No End (Blue Note Records)
- 2014 - While You Were Sleeping (Blue Note Records)
- 2015 - Yesterday I Had the Blues: The Music of Billie Holiday (Blue Note Records)
- 2017 - Love in a Time of Madness (Blue Note Records)
- 2018 - Lean on Me (Blue Note Records)
- 2020 - No Beginning No End 2 (Rainbow Blonde Records)
- 2021 - Merry Christmas from José James (Rainbow Blonde Records)
- 2024 - 1978 (Rainbow Blonde Records)
- 2025 - 1978: Revenge of the Dragon (Rainbow Blonde Records)

### Albums en public
- 2021 - New York 2020 (Live at Levon Helm Studios, Woodstock + live at Le Poisson Rouge, NYC) (Rainbow Blonde Records)

### Collaborations
- 2008 - Live at Cafe Loup, avec Junior Mance
- 2009 - Twelve Tones of Love, avec Chico Hamilton
- 2010 - For All We Know, avec Jef Neve
- 2023 - On & on, avec Ebban Dorsey & Diana Dzhabbar